# Dánia az 1988. évi nyári olimpiai játékokon
Dánia a dél-koreai Szöulban megrendezett 1988. évi nyári olimpiai játékok egyik részt vevő nemzete volt. Az országot az olimpián 15 sportágban 73 sportoló képviselte, akik összesen 4 érmet szereztek.

## Érmesek
| Érem  | Versenyző                               | Sportág      | Versenyszám          |
| ----- | --------------------------------------- | ------------ | -------------------- |
| Arany | Dan Frost                               | Kerékpározás | Férfi                |
| Arany | Christian Grønborg Jørgen Bojsen-Møller | Vitorlázás   | Repülő hollandi      |
| Ezüst | Benny Nielsen                           | Úszás        | Férfi 200 m pillangó |
| Bronz | Jan Mathiasen Jesper Bank Steen Secher  | Vitorlázás   | Soling               |

## Atlétika
Férfi
| Versenyző        | Versenyszám | Előfutam | Előfutam | Előfutam | Negyeddöntő | Negyeddöntő | Negyeddöntő | Elődöntő | Elődöntő | Elődöntő | Döntő   | Döntő    |
| Versenyző        | Versenyszám | Idő      | Hely.    | Össz.    | Idő         | Hely.       | Össz.       | Idő      | Hely.    | Össz.    | Idő     | Helyezés |
| ---------------- | ----------- | -------- | -------- | -------- | ----------- | ----------- | ----------- | -------- | -------- | -------- | ------- | -------- |
| Mogens Guldberg  | 1500 m      | 3:42,01  | 3.       | 22.*     |             |             |             | 3:39,86  | 7.       | 16.      | kiesett | kiesett  |
| Henrik Jørgensen | Maraton     |          |          |          |             |             |             |          |          |          | 2:16:40 | 22.      |
| Erik Jensen      | 110 m gát   | 13,91    | 3.       | 14.      | 14,02       | 5.          | 20.         | kiesett  | kiesett  | kiesett  | kiesett | kiesett  |

| Versenyző    | Versenyszám | 100 m | 100 m | Távolugrás | Távolugrás | Súlylökés | Súlylökés | Magasugrás | Magasugrás | 400 m | 400 m | 110 m gát | 110 m gát | Diszkoszvetés | Diszkoszvetés | Rúdugrás | Rúdugrás | Gerelyhajítás | Gerelyhajítás | 1500 m  | 1500 m | Végeredmény | Végeredmény |
| Versenyző    | Versenyszám | Idő   | Pont  | Eredmény   | Pont       | Eredmény  | Pont      | Eredmény   | Pont       | Idő   | Pont  | Idő       | Pont      | Eredmény      | Pont          | Eredmény | Pont     | Eredmény      | Pont          | Idő     | Pont   | Pont        | Helyezés    |
| ------------ | ----------- | ----- | ----- | ---------- | ---------- | --------- | --------- | ---------- | ---------- | ----- | ----- | --------- | --------- | ------------- | ------------- | -------- | -------- | ------------- | ------------- | ------- | ------ | ----------- | ----------- |
| Lars Warming | Tízpróba    | 11,07 | 845   | 704 cm     | 823        | 13,41 m   | 692       | 194 cm     | 749        | 47,97 | 911   | 14,49     | 912       | 40,38 m       | 672           | 480 cm   | 849      | 51,50 m       | 611           | 4:22,41 | 795    | 7859        | 19.         |

Női
| Versenyző    | Versenyszám | Selejtező | Selejtező | Döntő    | Döntő    |
| Versenyző    | Versenyszám | Eredmény  | Helyezés  | Eredmény | Helyezés |
| ------------ | ----------- | --------- | --------- | -------- | -------- |
| Lene Demsitz | Távolugrás  | 659 cm    | 11.       | 638 cm   | 12.      |

* - egy másik versenyzővel azonos eredményt ért el

## Cselgáncs
| Versenyző       | Versenyszám | Csoport | Selejtező         | 32-es főtábla                      | Nyolcaddöntő      | Negyeddöntő       | Elődöntő          | Vigaszág nyolcaddöntő          | Vigaszág negyeddöntő | Vigaszág elődöntő | Bronz- mérkőzés   | Döntő             | Helyezés |
| Versenyző       | Versenyszám | Csoport | Ellenfél Eredmény | Ellenfél Eredmény                  | Ellenfél Eredmény | Ellenfél Eredmény | Ellenfél Eredmény | Ellenfél Eredmény              | Ellenfél Eredmény    | Ellenfél Eredmény | Ellenfél Eredmény | Ellenfél Eredmény | Helyezés |
| --------------- | ----------- | ------- | ----------------- | ---------------------------------- | ----------------- | ----------------- | ----------------- | ------------------------------ | -------------------- | ----------------- | ----------------- | ----------------- | -------- |
| Tommy Mortensen | Harmatsúly  | A       | erőnyerő          | Janusz Pawłowski (POL) · 0000–0110 |                   |                   |                   | Philip Laats (BEL) · 0000–1010 | kiesett              | kiesett           | kiesett           |                   | 11.      |

## Evezés
Férfi
| Versenyző                   | Versenyszám  | Előfutam | Előfutam | Vigaszág | Vigaszág | Elődöntő | Elődöntő | Döntő | Döntő   | Döntő | Helyezés |
| Versenyző                   | Versenyszám  | Idő      | Hely.    | Idő      | Hely.    | Idő      | Hely.    | Típus | Idő     | Hely. | Helyezés |
| --------------------------- | ------------ | -------- | -------- | -------- | -------- | -------- | -------- | ----- | ------- | ----- | -------- |
| Per Rasmussen Bjarne Eltang | Kétpárevezős | 6:13,19  | 1.       |          |          | 6:24,60  | 3.       | A     | 6:26,98 | 6.    | 6.       |

Női
| Versenyző        | Versenyszám  | Előfutam | Előfutam | Vigaszág | Vigaszág | Elődöntő | Elődöntő | Döntő | Döntő   | Döntő | Helyezés |
| Versenyző        | Versenyszám  | Idő      | Hely.    | Idő      | Hely.    | Idő      | Hely.    | Típus | Idő     | Hely. | Helyezés |
| ---------------- | ------------ | -------- | -------- | -------- | -------- | -------- | -------- | ----- | ------- | ----- | -------- |
| Inger Pors Olsen | Egypárevezős | 8:09,55  | 2.       | erőnyerő | erőnyerő | 7:42,76  | 3.       | A     | 7:59,77 | 6.    | 6.       |

## Íjászat
Férfi
| Versenyző                                                | Versenyszám | Selejtező | Selejtező | Nyolcaddöntő | Nyolcaddöntő | Negyeddöntő | Negyeddöntő | Elődöntő | Elődöntő | Döntő   | Döntő    |
| Versenyző                                                | Versenyszám | Pont      | Hely.     | Pont         | Hely.        | Pont        | Hely.       | Pont     | Hely.    | Pont    | Helyezés |
| -------------------------------------------------------- | ----------- | --------- | --------- | ------------ | ------------ | ----------- | ----------- | -------- | -------- | ------- | -------- |
| Henrik Kromann Toft                                      | Egyéni      | 1263      | 17.       | 295          | 23.          | kiesett     | kiesett     | kiesett  | kiesett  | kiesett | kiesett  |
| Jan Jacobsen                                             | Egyéni      | 1248      | 25.       | kiesett      | kiesett      | kiesett     | kiesett     | kiesett  | kiesett  | kiesett | kiesett  |
| Ole Gammelgaard Nielsen                                  | Egyéni      | 1203      | 56.       | kiesett      | kiesett      | kiesett     | kiesett     | kiesett  | kiesett  | kiesett | kiesett  |
| Ole Gammelgaard Nielsen Jan Jacobsen Henrik Kromann Toft | Csapat      | 3714      | 9.        |              |              |             |             | 938      | 11.      | kiesett | kiesett  |

## Kajak-kenu
Férfi
| Versenyző                           | Versenyszám        | Előfutam | Előfutam | Előfutam | Vigaszág | Vigaszág | Vigaszág | Elődöntő | Elődöntő | Elődöntő | Döntő   | Döntő    |
| Versenyző                           | Versenyszám        | Idő      | Hely.    | Össz.    | Idő      | Hely.    | Össz.    | Idő      | Hely.    | Össz.    | Idő     | Helyezés |
| ----------------------------------- | ------------------ | -------- | -------- | -------- | -------- | -------- | -------- | -------- | -------- | -------- | ------- | -------- |
| Christian Frederiksen Arne Nielsson | Kenu kettes 500 m  | 1:43,92  | 3.       | 6.       | erőnyerő | erőnyerő | erőnyerő | 1:47,24  | 3.       | 6.       | 1:45,90 | 8.       |
| Christian Frederiksen Arne Nielsson | Kenu kettes 1000 m | 3:50,58  | 2.       | 7.       | erőnyerő | erőnyerő | erőnyerő | 3:51,62  | 2.       | 4.       | 3:54,94 | 4.       |

Női
| Versenyző                                                                   | Versenyszám        | Előfutam | Előfutam | Előfutam | Vigaszág | Vigaszág | Vigaszág | Elődöntő | Elődöntő | Elődöntő | Döntő   | Döntő    |
| Versenyző                                                                   | Versenyszám        | Idő      | Hely.    | Össz.    | Idő      | Hely.    | Össz.    | Idő      | Hely.    | Össz.    | Idő     | Helyezés |
| --------------------------------------------------------------------------- | ------------------ | -------- | -------- | -------- | -------- | -------- | -------- | -------- | -------- | -------- | ------- | -------- |
| Yvonne Knudsen                                                              | Kajak egyes 500 m  | 1:54,96  | 1.       | 1.       |          |          |          | 1:57,83  | 1.       | 5.       | 1:58,80 | 5.       |
| Jeanette Knudsen Birgitte Froberg                                           | Kajak kettes 500 m | 1:55,33  | 5.       | 11.      | 1:53,30  | 2.       | 3.       | 1:53,37  | 4.       | 8.       | kiesett | kiesett  |
| Birgitte Froberg Jeanette Knudsen Susanne Sanggaard Petersen Yvonne Knudsen | Kajak négyes 500 m | 1:40,87  | 3.       | 5.       | erőnyerő | erőnyerő | erőnyerő |          |          |          | 1:47,10 | 7.       |

## Kerékpározás

### Országúti kerékpározás
Férfi
| Versenyző             | Versenyszám   | Idő             | Helyezés |
| --------------------- | ------------- | --------------- | -------- |
| Tommy Nielsen         | Mezőnyverseny | 4:32:56 (+0:34) | 71.      |
| Peter Meinert Nielsen | Mezőnyverseny | 4:32:56 (+0:34) | 74.      |

Női
| Versenyző     | Versenyszám   | Idő             | Helyezés |
| ------------- | ------------- | --------------- | -------- |
| Karina Skibby | Mezőnyverseny | 2:00:52 (+0:00) | 42.      |

### Pálya-kerékpározás
Időfutam
| Név           | Versenyszám  | Idő      | Helyezés |
| ------------- | ------------ | -------- | -------- |
| Kenneth Røpke | Férfi egyéni | 1:05,168 | 4.       |

Üldözőversenyek
| Versenyző                                                 | Versenyszám  | Selejtező | Selejtező | Nyolcaddöntő                  | Nyolcaddöntő | Negyeddöntő                                                                                               | Negyeddöntő | Elődöntő     | Elődöntő  | Döntő        | Döntő     | Helyezés |
| Versenyző                                                 | Versenyszám  | Idő       | Hely.     | Ellenfél Idő                  | Saját idő    | Ellenfél Idő                                                                                              | Saját idő   | Ellenfél Idő | Saját idő | Ellenfél Idő | Saját idő | Helyezés |
| --------------------------------------------------------- | ------------ | --------- | --------- | ----------------------------- | ------------ | --- | ----------- | ------------ | --------- | ------------ | --------- | -------- |
| Peter Clausen                                             | Férfi egyéni | 4:38,88   | 6.        | Jyrki Tujunen (FIN) · 4:46,65 | 4:43,71      | Bernd Dittert (GDR) · 4:33,70                                                                             | 4:42,62     | kiesett      | kiesett   | kiesett      | kiesett   | 6.       |
| Peter Clausen Dan Frost Jimmi Madsen Lars Olsen Ken Frost | Férfi csapat | 4:22,37   | 7.        |                               |              | Ausztrália (AUS) · Brett Dutton · Wayne McCarney · Stephen McGlede · Dean Woods · Scott McGrory · 4:17,14 | 4:25,30     | kiesett      | kiesett   | kiesett      | kiesett   | 8.       |

Pontverseny
| Név       | Versenyszám | Selejtező | Selejtező  | Selejtező | Döntő | Döntő      | Döntő    |
| Név       | Versenyszám | Pont      | Körhátrány | Hely.     | Pont  | Körhátrány | Helyezés |
| --------- | ----------- | --------- | ---------- | --------- | ----- | ---------- | -------- |
| Dan Frost | Férfi       | 27        | 0          | 2.        | 38    | 0          |          |

## Lovaglás
Díjlovaglás
| Versenyző                                                                      | Ló           | Versenyszám | Selejtező | Selejtező | Döntő   | Döntő    |
| Versenyző                                                                      | Ló           | Versenyszám | Pont      | Hely.     | Pont    | Helyezés |
| ------------------------------------------------------------------------------ | ------------ | ----------- | --------- | --------- | ------- | -------- |
| Nils Haagensen                                                                 | Cantat       | Egyéni      | 1293      | 19.*      | 1280    | 18.      |
| Morten Thomsen                                                                 | Diplomat     | Egyéni      | 1269      | 26.       | kiesett | kiesett  |
| Anne Grethe Jensen-Törnblad                                                    | Ravel        | Egyéni      | 1263      | 27.       | kiesett | kiesett  |
| Anne Jensen-van Olst                                                           | Le Fiere     | Egyéni      | 1217      | 42.       | kiesett | kiesett  |
| Nils Haagensen Morten Thomsen Anne Grethe Jensen-Törnblad Anne Jensen-van Olst | lásd fentebb | Csapat      |           |           | 3825    | 9.       |

* - egy másik versenyzővel azonos eredményt ért el

## Ökölvívás
| Versenyző               | Versenyszám   | Selejtező                         | 32-es főtábla             | Nyolcaddöntő               | Negyeddöntő       | Elődöntő          | Döntő             | Helyezés |
| Versenyző               | Versenyszám   | Ellenfél Eredmény                 | Ellenfél Eredmény         | Ellenfél Eredmény          | Ellenfél Eredmény | Ellenfél Eredmény | Ellenfél Eredmény | Helyezés |
| ----------------------- | ------------- | --------------------------------- | ------------------------- | -------------------------- | ----------------- | ----------------- | ----------------- | -------- |
| Johnny Bredahl Johansen | Légsúly       | Hamed Halbouni (SYR) · RSC        | kiesett                   | kiesett                    | kiesett           | kiesett           | kiesett           | 33.      |
| Søren Søndergaard       | Kisváltósúly  | Vjacsaszlav Janovszki (URS) · RSC | kiesett                   | kiesett                    | kiesett           | kiesett           | kiesett           | 33.      |
| Johnny de Lima          | Nagyváltósúly | erőnyerő                          | Quinn Paynter (BER) · RSC | kiesett                    | kiesett           | kiesett           | kiesett           | 17.      |
| Niels Madsen            | Félnehézsúly  |                                   | Terry Dixon (JAM) · RSC   | Henryk Petrich (POL) · 0:5 | kiesett           | kiesett           | kiesett           | 9.       |
| Claus Børge Nielsen     | Nehézsúly     |                                   | Tom Glesby (CAN) · RSC    | kiesett                    | kiesett           | kiesett           | kiesett           | 17.      |

RSC – a mérkőzésvezető megállította a mérkőzést

## Öttusa
| Versenyző     | Versenyszám | Lovaglás | Lovaglás | Lovaglás | Vívás    | Vívás | Vívás | Úszás   | Úszás | Úszás | Lövészet | Lövészet | Lövészet | Futás    | Futás | Futás | Összesen    | Összesen |
| Versenyző     | Versenyszám | Idő      | Pont     | Hely.    | Pontszám | Pont  | Hely. | Idő     | Pont  | Hely. | Eredmény | Pont     | Hely.    | Idő      | Pont  | Hely. | Összes pont | Helyezés |
| ------------- | ----------- | -------- | -------- | -------- | -------- | ----- | ----- | ------- | ----- | ----- | -------- | -------- | -------- | -------- | ----- | ----- | ----------- | -------- |
| Tue Hellstern | Egyéni      | 1:47,25  | 1060     | 7.       | 30–34    | 745   | 37.   | 3:35,29 | 1152  | 42.   | 189      | 890      | 34.      | 13:44,58 | 1093  | 24.   | 4940        | 27.      |

## Sportlövészet
Férfi
| Versenyző              | Versenyszám           | Selejtező | Selejtező | Döntő   | Döntő    |
| Versenyző              | Versenyszám           | Pont      | Helyezés  | Pont    | Helyezés |
| ---------------------- | --------------------- | --------- | --------- | ------- | -------- |
| Hubert Foidl           | Légpisztoly           | 575       | 23.       | kiesett | kiesett  |
| Hubert Foidl           | Szabadpisztoly        | 531       | 43.       | kiesett | kiesett  |
| Klavs Jørn Christensen | Légpuska              | 584       | 28.       | kiesett | kiesett  |
| Klavs Jørn Christensen | Sportpuska, fekvő     | 595       | 15.       | kiesett | kiesett  |
| Jørgen Herlufsen       | Sportpuska, fekvő     | 592       | 36.       | kiesett | kiesett  |
| Jørgen Herlufsen       | Sportpuska, összetett | 1153      | 42.       | kiesett | kiesett  |
| Klavs Jørn Christensen | Sportpuska, összetett | 1177      | 3.        | 1,273,6 | 4.       |

Nyílt
| Versenyző            | Versenyszám | Selejtező | Selejtező | Döntő   | Döntő    |
| Versenyző            | Versenyszám | Pont      | Helyezés  | Pont    | Helyezés |
| -------------------- | ----------- | --------- | --------- | ------- | -------- |
| Peter Aagaard Jensen | Trap        | 141       | 30.       | kiesett | kiesett  |
| Ole Riber Rasmussen  | Skeet       | 144       | 27.       | kiesett | kiesett  |
| Karsten Krogner      | Skeet       | 140       | 44.       | kiesett | kiesett  |

## Súlyemelés
| Versenyző          | Versenyszám | Szakítás | Szakítás | Lökés    | Lökés    | Összesen | Helyezés |
| Versenyző          | Versenyszám | Eredmény | Helyezés | Eredmény | Helyezés | Összesen | Helyezés |
| ------------------ | ----------- | -------- | -------- | -------- | -------- | -------- | -------- |
| Per Larsen         | 90 kg       | 145,0    | 12.      | 172,5    | 17.      | 317,5    | 16.      |
| Frank Juul Strømbo | 110 kg      | 165,0    | 13.      | 202,5    | 10.      | 367,5    | 10.      |

## Tenisz
Férfi
| Versenyző                         | Versenyszám | 64-es főtábla                              | 32-es főtábla                                                            | Nyolcaddöntő                                               | Negyeddöntő                                                                | Elődöntő          | Döntő             | Helyezés |
| Versenyző                         | Versenyszám | Ellenfél Eredmény                          | Ellenfél Eredmény                                                        | Ellenfél Eredmény                                          | Ellenfél Eredmény                                                          | Ellenfél Eredmény | Ellenfél Eredmény | Helyezés |
| --------------------------------- | ----------- | ------------------------------------------ | ------------------------------------------------------------------------ | ---------------------------------------------------------- | -------------------------------------------------------------------------- | ----------------- | ----------------- | -------- |
| Morten Christensen                | Egyes       | Slobodan Živojinović (YUG) · 5–7, 2–6, 4–6 | kiesett                                                                  | kiesett                                                    | kiesett                                                                    | kiesett           | kiesett           | 33.      |
| Michael Tauson                    | Egyes       | Brad Gilbert (USA) · 2–6, 5–7, 1–6         | kiesett                                                                  | kiesett                                                    | kiesett                                                                    | kiesett           | kiesett           | 33.      |
| Morten Christensen Michael Tauson | Páros       |                                            | Kanada (CAN) · Glenn Michibata · Grant Connell · 7–5, 6–2, 6–7, 7–5, 3–6 | Izrael (ISR) · Amos Mansdorf · Gilad Bloom · 7–5, 6–3, 6–2 | Egyesült Államok (USA) · Andre Agassi · MaliVai Washington · 4–6, 5–7, 2–6 | kiesett           | kiesett           | 5.       |

Női
| Versenyző           | Versenyszám | 64-es főtábla                    | 32-es főtábla                   | Nyolcaddöntő                      | Negyeddöntő       | Elődöntő          | Döntő             | Helyezés |
| Versenyző           | Versenyszám | Ellenfél Eredmény                | Ellenfél Eredmény               | Ellenfél Eredmény                 | Ellenfél Eredmény | Ellenfél Eredmény | Ellenfél Eredmény | Helyezés |
| ------------------- | ----------- | -------------------------------- | ------------------------------- | --------------------------------- | ----------------- | ----------------- | ----------------- | -------- |
| Tine Scheuer-Larsen | Egyes       | Oarda Bouchabou (ALG) · 6–0, 6–1 | Wendy Turnbull (AUS) · 6–4, 6–3 | Natallja Zverava (URS) · 1–6, 2–6 | kiesett           | kiesett           | kiesett           | 9.       |

## Torna

### Ritmikus gimnasztika
| Versenyző      | Versenyszám | Selejtező | Selejtező | Döntő   | Döntő    |
| Versenyző      | Versenyszám | Pont      | Hely.     | Pont    | Helyezés |
| -------------- | ----------- | --------- | --------- | ------- | -------- |
| Malene Franzen | Egyéni      | 36,85     | 34.       | kiesett | kiesett  |

## Úszás
Férfi
| Versenyző                                                  | Versenyszám            | Előfutam | Előfutam | Előfutam | Döntő   | Döntő   | Döntő   | Helyezés |
| Versenyző                                                  | Versenyszám            | Idő      | Hely.    | Össz.    | Típus   | Idő     | Hely.   | Helyezés |
| ---------------------------------------------------------- | ---------------------- | -------- | -------- | -------- | ------- | ------- | ------- | -------- |
| Vagn Høgholm                                               | 50 m gyors             | 23,50    | 5.       | 20.*     | kiesett | kiesett | kiesett | kiesett  |
| Peter Rohde                                                | 50 m gyors             | 23,70    | 7.       | 26.      | kiesett | kiesett | kiesett | kiesett  |
| Peter Rohde                                                | 100 m gyors            | 51,38    | 3.       | 25.      | kiesett | kiesett | kiesett | kiesett  |
| Franz Mortensen                                            | 100 m gyors            | 50,74    | 4.       | 11.      | B       | 51,05   | 5.      | 13.      |
| Franz Mortensen                                            | 200 m gyors            | 1:51,15  | 5.       | 17.      | B       | 1:51,44 | 5.      | 13.      |
| Jan Larsen                                                 | 200 m gyors            | 1:53,61  | 6.       | 31.      | kiesett | kiesett | kiesett | kiesett  |
| Jan Larsen                                                 | 200 m pillangó         | 2:03,01  | 7.       | 23.      | kiesett | kiesett | kiesett | kiesett  |
| Benny Nielsen                                              | 200 m pillangó         | 1:59,26  | 2.       | 4.       | A       | 1:58,24 | 2.      |          |
| Benny Nielsen                                              | 100 m pillangó         | 54,52    | 4.       | 9.       | B       | 54,77   | 3.      | 11.      |
| Claus Christensen                                          | 400 m gyors            | 4:00,46  | 6.       | 31.      | kiesett | kiesett | kiesett | kiesett  |
| Lars Sørensen                                              | 100 m hát              | 58,01    | 7.       | 21.      | kiesett | kiesett | kiesett | kiesett  |
| Lars Sørensen                                              | 200 m hát              | 2:05,73  | 8.       | 26.      | kiesett | kiesett | kiesett | kiesett  |
| Lars Sørensen                                              | 100 m mell             | 1:06,48  | 3.       | 48.      | kiesett | kiesett | kiesett | kiesett  |
| Christian Toft                                             | 200 m mell             | kizárták | kizárták | kizárták | kiesett | kiesett | kiesett | kiesett  |
| Franz Mortensen Vagn Høgholm Benny Nielsen Peter Rohde     | 4 × 100 m gyorsváltó   | 3:25,15  | 3.       | 10.      | kiesett | kiesett | kiesett | kiesett  |
| Franz Mortensen Claus Christensen Jan Larsen Peter Rohde   | 4 × 200 m gyorsváltó   | 7:33,31  | 6.       | 11.      | kiesett | kiesett | kiesett | kiesett  |
| Lars Sørensen Christian Toft Benny Nielsen Franz Mortensen | 4 × 100 m vegyes váltó | 3:51,97  | 6.       | 14.      | kiesett | kiesett | kiesett | kiesett  |

Női
| Versenyző                                                          | Versenyszám            | Előfutam | Előfutam | Előfutam | Döntő   | Döntő   | Döntő   | Helyezés |
| Versenyző                                                          | Versenyszám            | Idő      | Hely.    | Össz.    | Típus   | Idő     | Hely.   | Helyezés |
| ------------------------------------------------------------------ | ---------------------- | -------- | -------- | -------- | ------- | ------- | ------- | -------- |
| Gitta Jensen                                                       | 50 m gyors             | 26,61    | 6.*      | 20.*     | kiesett | kiesett | kiesett | kiesett  |
| Gitta Jensen                                                       | 100 m gyors            | 57,28    | 5.       | 15.      | B       | 57,02   | 5.      | 13.      |
| Pia Sørensen                                                       | 100 m gyors            | 57,82    | 7.       | 26.      | kiesett | kiesett | kiesett | kiesett  |
| Pia Sørensen                                                       | 200 m mell             | 2:38,49  | 8.       | 25.      | kiesett | kiesett | kiesett | kiesett  |
| Mette Jacobsen                                                     | 200 m pillangó         | 2:15,78  | 4.       | 14.      | B       | 2:15,60 | 5.      | 13.      |
| Mette Jacobsen                                                     | 200 m gyors            | 2:01,80  | 3.       | 10.      | B       | 2:01,84 | 3.      | 11.      |
| Annette Moldrup Jørgensen                                          | 200 m gyors            | 2:04,71  | 7.       | 24.      | kiesett | kiesett | kiesett | kiesett  |
| Eva Mortensen                                                      | 400 m gyors            | 4:18,06  | 7.       | 20.      | kiesett | kiesett | kiesett | kiesett  |
| Eva Mortensen                                                      | 800 m gyors            | 8:53,67  | 7.       | 22.      | kiesett | kiesett | kiesett | kiesett  |
| Pernille Jensen                                                    | 800 m gyors            | 8:50,82  | 7.       | 18.      | kiesett | kiesett | kiesett | kiesett  |
| Pernille Jensen                                                    | 400 m gyors            | 4:20,96  | 4.       | 26.      | kiesett | kiesett | kiesett | kiesett  |
| Annette Poulsen                                                    | 200 m vegyes           | 2:21,83  | 2.       | 20.      | kiesett | kiesett | kiesett | kiesett  |
| Annette Poulsen                                                    | 400 m vegyes           | 4:54,01  | 7.       | 16.      | B       | 4:54,40 | 7.      | 15.      |
| Gitta Jensen Pia Sørensen Mette Jacobsen Annette Moldrup Jørgensen | 4 × 100 m gyorsváltó   | 3:48,83  | 4.       | 7.       | A       | 3:49,25 | 8.      | 8.       |
| Mette Jacobsen Pia Sørensen Annette Moldrup Jørgensen Gitta Jensen | 4 × 100 m vegyes váltó | kizárták | kizárták | kizárták | kiesett | kiesett | kiesett | kiesett  |

* - egy másik versenyzővel azonos eredményt ért el

## Vitorlázás
Férfi
| Versenyző               | Versenyszám    | Futam | Futam   | Futam | Futam  | Futam | Futam | Futam | Pontszám | Helyezés |
| Versenyző               | Versenyszám    | 1     | 2       | 3     | 4      | 5     | 6     | 7     | Pontszám | Helyezés |
| ----------------------- | -------------- | ----- | ------- | ----- | ------ | ----- | ----- | ----- | -------- | -------- |
| Lasse Hjortnæs          | Finn dingi     | 0,0   | (40,0*) | 3,0   | 10,0   | 10,0  | 18,0  | 10,0  | 51,0     | 5.       |
| Hans Natorp Paul Natorp | 470-es osztály | 20,0  | 24,0    | 28,0  | (36,0) | 24,0  | 24,0  | 23,0  | 143,0    | 21.      |

Női
| Versenyző                 | Versenyszám    | Futam | Futam | Futam | Futam | Futam | Futam  | Futam | Pontszám | Helyezés |
| Versenyző                 | Versenyszám    | 1     | 2     | 3     | 4     | 5     | 6      | 7     | Pontszám | Helyezés |
| ------------------------- | -------------- | ----- | ----- | ----- | ----- | ----- | ------ | ----- | -------- | -------- |
| Lone Sørensen Mette Munch | 470-es osztály | 11,7  | 13,0  | 14,0  | 17,0  | 14,0  | (28,0) | 28,0  | 97,7     | 14.      |

Nyílt
| Versenyző                                 | Versenyszám     | Futam  | Futam | Futam  | Futam  | Futam  | Futam | Futam | Pontszám | Helyezés |
| Versenyző                                 | Versenyszám     | 1      | 2     | 3      | 4      | 5      | 6     | 7     | Pontszám | Helyezés |
| ----------------------------------------- | --------------- | ------ | ----- | ------ | ------ | ------ | ----- | ----- | -------- | -------- |
| Anders Geert Jensen Mogens Just Mikkelsen | Csillaghajó     | (28,0) | 16,0  | 16,0   | 15,0   | 14,0   | 3,0   | 10,0  | 74,0     | 11.      |
| Trine Elvstrøm-Myralf Paul Elvstrøm       | Tornádó         | 22,0   | 20,0  | (30,0) | 22,0   | 10,0   | 25,0  | 13,0  | 112,0    | 15.      |
| Christian Grønborg Jørgen Bojsen-Møller   | Repülő hollandi | 0,0    | 8,0   | 3,0    | 3,0    | (11,7) | 5,7   | 11,7  | 31,4     |          |
| Jan Mathiasen Jesper Bank Steen Secher    | Soling          | 15,0   | 3,0   | 18,0   | (21,0) | 8,0    | 3,0   | 5,7   | 52,7     |          |

* - nem ért célba